# تاندو هوپا
تاندو هوپا (انگلیسی: Thando Hopa؛ زادهٔ ۱ ژانویهٔ ۱۹۸۹) مدل اهل آفریقای جنوبی است.
وی همچنین برندهٔ جوایزی همچون ۱۰۰ زن بی‌بی‌سی شده‌است.